# Timeo hominem unius libri

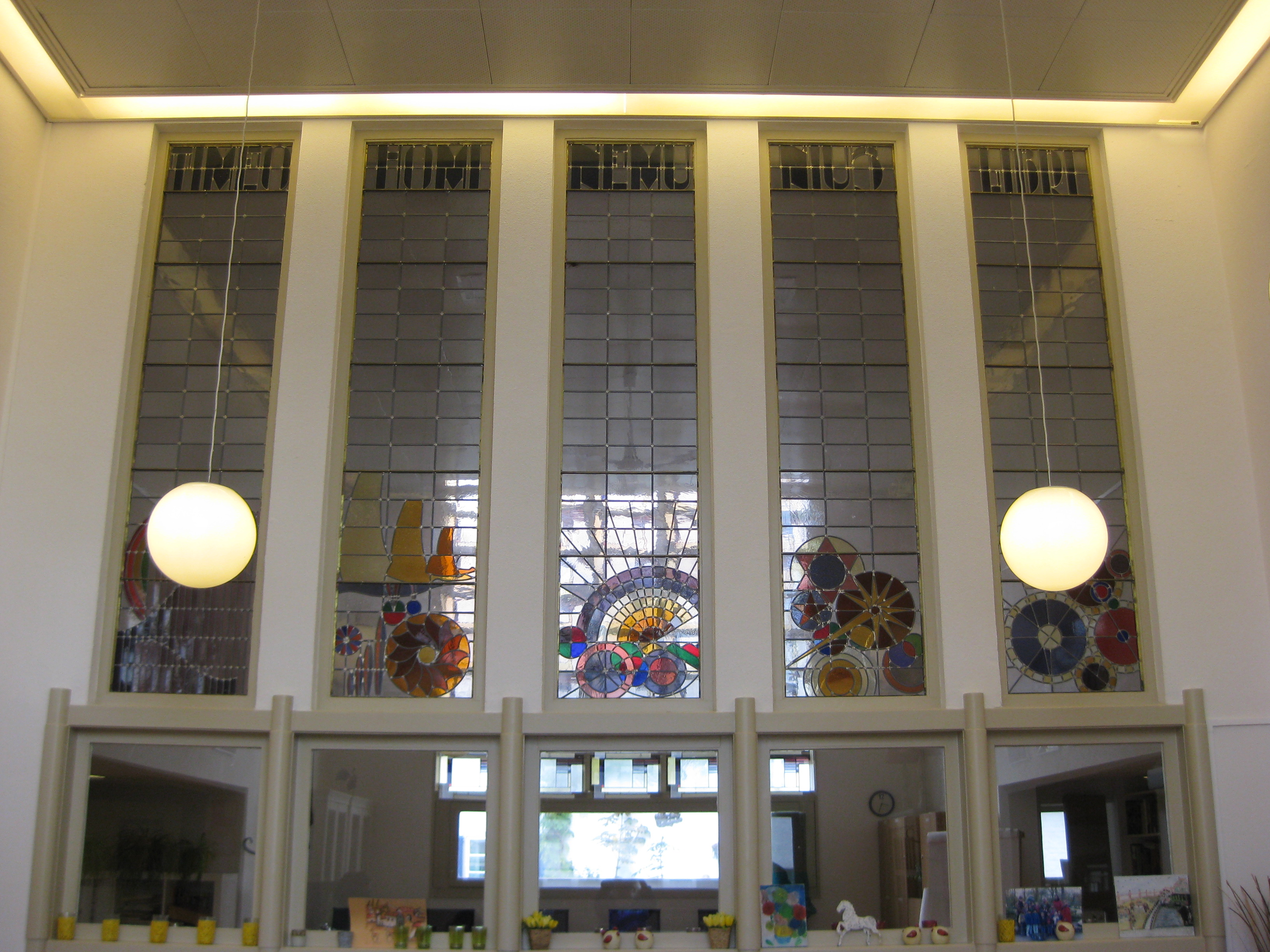
Timeo hominem unius libri (Betondorp, Amsterdam)

Timeo hominem unius libri (literalment Tem un home d'un sol llibre) és una locució llatina atribuïda a Tomàs d'Aquino que té dos significats: val més estudiar un únic argument (llibre) de manera sòlida que molts de manera superficial, i per conseqüència el temor de l'adversari de trobar-se davant un interlocutor molt ben preparat sobre només un sol tema, insuportable en les seves dèries i tancat als suggeriments i als estímuls dels altres. Altres atribueixen la frase a Agustí d'Hipona o a Lope de Vega.
Més sovint la divisa es veu com una crítica a les persones que es limiten a una única font d'informació i que limiten la seva erudició a un llibre que coneixen a fons, cosa que es tradueix com a «Desconfia de qui només ha llegit un únic llibre» i que resta impermeable a qualsevol interpretació alternativa. Semblaria que aquesta segona interpretació fos més a prop del sentit original de la frase.
En el món de l'edició catalana actual, La Temerària Editorial, fundada l'any 2014, per Àlvar Masllorens i Rafa Sánchez, té per divisa «Tem l'home d'un sol llibre».